# Os Morenos
Os Morenos é um conjunto musical brasileiro de samba, da vertente pagode, formado no Rio de Janeiro na década de 1990.

## História
O grupo gravou seu primeiro LP Marrom Bombom em 1995, que vendeu mais de 100 mil cópias e foi impulsionado pelo sucesso da faixa-título, um samba romântico que chegou a ser tocado 39 vezes no mesmo dia nas rádios brasileiras.
Em 1996 e 1997, Os Morenos gravaram os álbuns Teu charme e Nosso segredo respectivamente.
Com o disco Tá a fim de Sambar, lançado em 1998, o grupo obteve a marca de 240 mil cópias e fez sucesso nas rádios com as canções "Mina de fé", "Olho grande", além da faixa-título. No ano seguinte, foi lançado Pode Chegar. 
Em 2001, o vocalista Waguinho deixa o grupo.
Após 10 anos sem atividades, em 2014, o grupo volta com a formação original (Gilmar PQD, Betinho Moreno, Marcelo Moço e Luis Cláudio) e sem Waguinho, e lançam o sétimo CD da carreira, A Gente Tá Bem.
Em 2016, em comemoração aos 20 anos de carreira, o grupo lançou as musicas "Mexe Comigo" e "Bombom feito vinho", a última composta por Ronaldinho Gaúcho.

## Discografia
- 1995 Marrom Bombom
- 1996 Teu Charme
- 1997 Nosso Segredo
- 1998 Tá a fim de Sambar - Ouro[6]
- 1999 Pode Chegar - Ouro[6]
- 2001 Os Morenos Ao Vivo
- 2003 Os Morenos Ao Vivo II
- 2010 Agente tá bem -  Os Morenos
- 2016 Os Morenos   (EP)
- 2024 Nosso Segredo single ( OS MORENOS  )